# Wolfgang Reinhold
Pour les articles homonymes, voir Reinhold.
Wolfgang Reinhold, né le 16 avril 1923 à Berlin-Friedrichshagen et mort le 2 septembre 2012 à Bad Saarow-Pieskow, est un général est-allemand. Il a été vice-ministre de la Défense nationale de la RDA et chef de la défense aérienne (Kommando LSK/LV (de)) et de l'Armée de l'air.

## Biographie
Fils de chauffeur, il apprend le métier de vendeur de 1938 à 1940. De 1940 à 1941, il est responsable des comptes à la banque de la fonction publique de Dresde. De 1941 à 1945, il sert dans la Luftwaffe, où il finit Feldwebel. De 1945 à 1949, il est prisonnier de guerre des Soviétiques. Pendant sa détention, il fréquente une école Antifa et est membre des militants du camp.
Après sa libération, il est assistant opérateur de tour chez VEB Carl Zeiss Jena puis enseignant et directeur à l'école publique des jeunes pour les leaders pionniers de Saxe. En 1950, il rejoint le SED, devient chef de secteur au Conseil central de la FDJ et passe en mai 1952 par le « contingent FDJ pour la protection armée de la république » à la Police populaire casernée. Il en est de 1952 à 1954  commandant du bureau de Cottbus. De 1956 à 1957, il est commandant de la 3e Division de la défense aérienne. Après avoir fréquenté une académie militaire en URSS de 1957 à 1958, il occupe divers postes au sein du Kommando LSK/LV (l'armée de l'Air est-allemande) de 1958 à 1965. Sa nomination au poste de major général est effective le 7 octobre 1963, (jour de la République). Il étudie à l'Académie d'état-major général de l'URSS de 1965 à 1967 et en sort avec un diplôme en sciences militaires. A son retour, il devient chef adjoint du LSK/LV et chef d'état-major.
Successeur du général de division Herbert Scheibe, il dirige le commandement LSK/LV de mars 1972 à novembre 1989. Le 1er décembre 1972, il devient vice-ministre de la Défense nationale. Le 1er mars 1974, il est promu lieutenant général et à l'occasion du 30e Anniversaire de la fondation de la République démocratique allemande en 1979, il devient Generaloberst. De 1981 à 1989, il est candidat au Comité central du SED.
Le 31 décembre 1989, il prend sa retraite, tout comme le chef de longue date des forces terrestres (LaSK), le colonel général Horst Stechbarth, et le chef de l'administration politique principale, le colonel général Horst Brünner.
Wolfgang Reinhold était marié et père de trois enfants. Son fils Ralph Reinhold, devenu lieutenant-colonel dans l'armée de l'air, meurt le 13 septembre 1997 en tant que commandant du Tupolev Tu-154 entré en collision avec un transport militaire américain au large des côtes de la Namibie.

## Distinctions
- 1976 : Titre honorifique de pilote militaire méritant de la République démocratique allemande
- 1981 : Ordre de Scharnhorst
- 1983 : Ordre du Mérite patriotique en or
- 1984 : Barrette d'honneur de l'ordre du Mérite patriotique en or
- 1988 : Ordre de Karl-Marx